# Lenne (dopływ Aveyron)
Lenne – rzeka we Francji, przepływająca przez teren departamentu Aveyron. Ma długość 10,4 km. Stanowi lewy dopływ rzeki Aveyron.

## Geografia
Lenne swoje źródła ma w Baraqueville. Rzeka początkowo płynie w kierunku północno-wschodnim, lecz w okolicach osady Lax zmienia bieg na północny. Uchodzi do rzeki Aveyron na terenie gminy Moyrazès (w osadzie Ayssens). 
Lenne w całości płynie na terenie departamentu Aveyron, w tym na obszarze 2 gmin: Baraqueville (źródło) i Moyrazès (ujście). 

## Dopływy
Lenne ma opisany jeden dopływ – Ruisseau de Gourdelles.